# AN/SPS-52

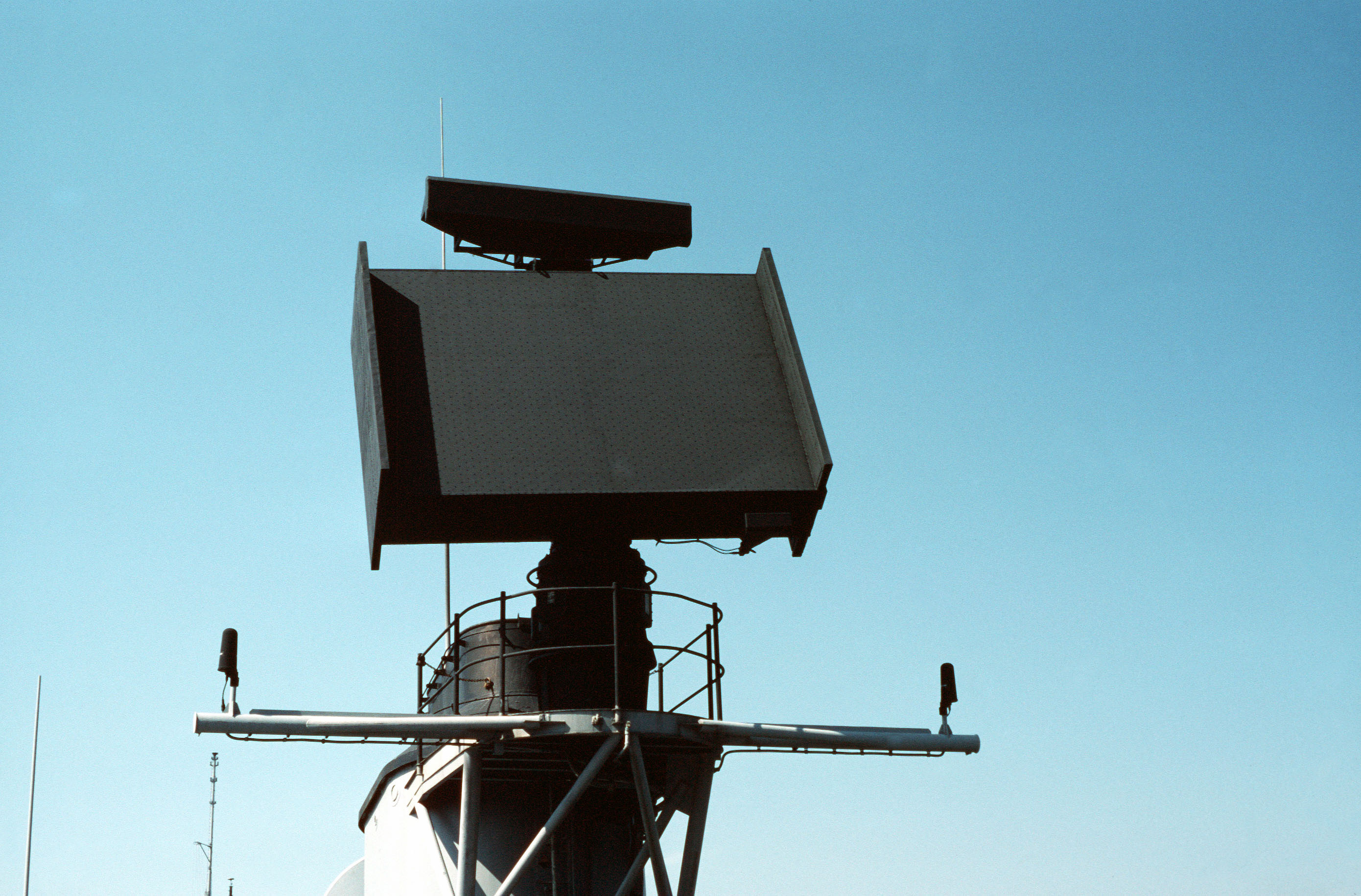
Ein AN/SPS-52 mit aufgesetztem IFF-Gerät

Das AN/SPS-52 (JETDS-Bezeichnung) ist ein schiffgestütztes 3D-Luftraumüberwachungsradar mit großer Reichweite. Es wurde von dem US-Konzern Hughes produziert.

## Beschreibung
Das SPS-52 wurde in den 1960er Jahren auf Basis des AN/SPS-39 entwickelt und benutzt folglich zur Höhenfindung von Radarzielen ebenfalls die sogenannte „Frequency scanning“-Technologie (FRESCAN). Hierbei wird auf einer großen Bandbreite von Frequenzen gesendet. Ein „scan“-Vorgang beginnt mit einer hohen Frequenz, was dazu führt, dass die Radarsignale vom unteren Teil der Antenne gesendet werden. Nun wird die Frequenz reduziert und der Ort der Abstrahlung wandert auf der Antennenfläche nach oben. Hierdurch verändert sich der Winkel zum Radarziel, woraus letztendlich dessen Höhe errechnet werden kann. Dieses Verfahren hat zwar den Vorteil, dass es ohne zusätzliche mechanische Bauteile zur Höhenfindung auskommt und eine höhere EloGM-Resistenz aufweist, es ist allerdings auch eine relativ große und sperrige Antenne nötig, um eine präzise Ortung zu gewährleisten.
Das System ist zu großen Teilen digitalisiert, besitzt einen MTI-Betriebsmodus und kann in das AN/SYS-1 Kampfsystem integriert werden. Bei einigen Radaren wurde ein IFF-Gerät hinzugefügt, welches über der Hauptantenne zu finden ist. Das SPS-52 wurde, zumindest in der US Navy, ausgemustert und vollständig durch das AN/SPS-48 ersetzt.

## Plattformen
Baltimore-Klasse, Charles-F.-Adams-Klasse, Brooke-Klasse, Hatakaze-Klasse, Lütjens-Klasse

## Varianten
- AN/SPS-52A: Die Basisversion.
- AN/SPS-52B: Bei dieser Variante wurden nicht näher spezifizierte Verbesserungen durchgeführt.
- AN/SPS-52C: Hierbei handelt es sich um ein umfangreiches Upgrade, welches 1978 in Dienst gestellt wurde und nun mit dem AN/SYS-2 Kampfsystem verbunden werden kann. Das System ist nun vollständig digitalisiert und erreicht durch eine umfangreich modernisierte Elektronik größere Reichweiten. Auch im Bereich der Zuverlässigkeit und Störresistenz wurden Verbesserungen durchgeführt.

## Technische Daten
- Antennenmaße (B × H): 4,2 × 4,3 m
- Frequenzbereich: 2,9 – 3,10 GHz
- Energiebedarf: 1 MW
- Reichweite: 390–450 km
- Maximale Erfassungshöhe: >30,5 km